# Jamestown (Virginia)
Jamestown fu un insediamento nella colonia della Virginia, il primo insediamento inglese stabile in America.
Si trovava sulla sponda nord-est del fiume James, a circa 4 km a sud-ovest del centro della moderna Williamsburg. Fondata dalla Virginia Company di Londra come James Fort il 14 maggio 1607, fu la capitale della colonia per 83 anni, dal 1616 fino al 1699. Il 30 luglio 1619 si raduna per la prima volta la prima assemblea rappresentativa delle Americhe, la House of Burgesses.

## Storia
Nel 1606 la Virginia Company ricevette dal re Giacomo I d'Inghilterra una concessione per la costituzione di insediamenti inglesi nel nord America. Il 13 maggio 1607, secondo il calendario giuliano in uso all'epoca, una spedizione inglese della Virginia Company raggiunse la costa degli Stati Uniti, con 105 uomini e tre navi (Susan Constant, Godspeed e Discovery) per costruire il primo insediamento stabile nel Nuovo Mondo in quello che oggi è lo stato della Virginia in onore della regina Elisabetta I d'Inghilterra, nota allora come "Regina Vergine" in quanto non si sposò mai. Dopo aver gettato l'ancora nell'aprile 1607 a Capo Henry, nei pressi dell'odierna Virginia Beach lungo la costa atlantica, vennero dissigillati gli ordini.
Nei 18 giorni che impiegarono nell'esplorazione dell'area, essi videro sicuramente l'enorme porto naturale di Hampton Roads, e molti componenti apprezzarono il luogo. Comunque, dopo aver esplorato il fiume James, si insediarono sulla Jamestown Island, dove fondarono la prima colonia inglese, ancora esistente in terra americana, il 14 maggio 1607, quando il capitano Edward Maria Wingfield, presidente del consiglio, scelse il sito del nuovo villaggio che venne chiamato Jamestown in onore del re Giacomo I d'Inghilterra. L'insediamento, inizialmente costituito da poche semplici case di legno e da una chiesa, era fortificato da alte palizzate.
Nonostante i vantaggi difensivi di quell'ubicazione contro gli attacchi spagnoli, che per primi avevano scoperto la Baia di Chesapeake, il luogo basso e paludoso a Jamestown riservò risorse molto modeste e insufficienti ai coloni. Più di cinque anni di esistenza difficile e percentuali di mortalità molto elevate, nel periodo 1609-10, portarono alla morte dell'80% dei 500 coloni anche a causa dei rigori climatici, della mancanza d'acqua e degli attacchi delle tribù algonchine che distrussero quasi la colonia. A ben poco servirono l'invio di più coloni e rifornimenti, compreso l'arrivo nel 1608 di otto coloni polacchi e tedeschi e le prime due donne europee.
Sembra inquadrarsi in questo periodo il fatto in base al quale nel dicembre del 1607, mentre cercava cibo lungo il Chickahominy River, John Smith fu catturato e condotto di fronte al capo dei Powhatan, Wahunsunacock, a Werowocomoco, centro della Confederazione Powhatan situato sulla sponda nord dello York River. Benché temesse per la sua vita, Smith fu alla fine rilasciato senza danni; in seguito egli attribuì la sua salvezza all'intervento della figlia del capo, Pocahontas, figlia minore di Wahunsunacock, la quale, stando al resoconto di John Smith, si gettò sul suo corpo. Instauratesi così delle buone relazioni con quei nativi, sembra che da allora la sopravvivenza della prima comunità inglese fu resa possibile dalla fornitura di cibo da parte degli stessi indiani.
In seguito però i rapporti con le tribù indigene si deteriorarono nuovamente, tanto che nel durissimo inverno del 1609-1610 la piccola comunità inglese fu lungamente assediata dai nativi. Dopo la prima guerra anglo-Powhatan (1609-1613), le nozze tra Pocahontas ed il colono inglese John Rolfe nel 1614, segnarono l'inizio di un periodo di relazioni pacifiche tra i coloni Inglesi e gli Indiani della Confederazione Powhatan. In seguito i rapporti peggiorarono di nuovo ed il 22 marzo 1622 i guerrieri Algonchini, nell'episodio conosciuto con il nome di massacro di Jamestown, uccisero 347 persone, pari a un terzo degli abitanti della colonia.
Inizialmente la coltivazione del tabacco era alla base dell'economia della colonia, che stentava però a crescere. A Jamestown arrivarono nel 1619 i primi schiavi africani venduti dagli olandesi. Secondo alcune fonti, per cercare di aumentare gli abitanti della colonia, ogni uomo che poteva permetterselo, pagava un viaggio dall'Inghilterra verso Jamestown per una donna disponibile a sposarsi una volta giunta in America. Per questo vennero inviate via nave circa 90 ragazze. La colonia negli anni successivi accrebbe in modo massiccio i suoi abitanti in virtù delle migliorate condizioni di vita in quelle terre ed in seguito all'intolleranza religiosa in Inghilterra.
Nel 2013 l'antropologo forense Douglas Owsley, dopo una serie di studi su resti umani ritrovati negli scavi archeologici di Jamestown, giunse alla conclusione che nel durissimo inverno del 1609 vi furono, fra i primi coloni, anche episodi di cannibalismo. Secondo lo studio, alcuni graffi vistosi, rilevati sulla calotta cranica di una ragazza, che era separata dal resto del cranio, hanno portato alla conclusione che la testa della ragazza, una volta morta, era stata aperta dai sopravvissuti per cibarsi del suo cervello.

## Jamestown oggi
Oggi è possibile visitare le rovine di Jamestown, dove è stato costituito un museo all'aperto.

## Nella cultura di massa

### Romanzi
Nel 1900 è stato pubblicato To Have and to Hold, romanzo che tratta di un'avventura romantica immaginaria ambientata a Jamestown. Il romanzo, divenuto il più venduto negli Stati Uniti al momento del rilascio sul mercato, è stato successivamente adattato in due lungometraggi, usciti nel 1916 e nel 1922.

### Film
- Una versione altamente romanzata della storia dell'insediamento di Jamestown è raffigurata nel film d'animazione Disney Pocahontas (1995) e nel suo sequel diretto al video Pocahontas II - Viaggio nel nuovo mondo (1998). Tra le varie inesattezze, nei film la colonia è situata vicino alle montagne, quando in realtà si trovava nella regione di Tidewater.
- Il lungometraggio The New World (2005), diretto da Terrence Malick, copre la storia della colonizzazione di Jamestown. Sebbene molti dettagli storici siano accurati, la trama si concentra su una relazione immaginaria tra John Smith, interpretato da Colin Farrell, e Pocahontas, interpretata da Q'orianka Kilcher. Molte scene sono state girate sul posto lungo i fiumi James e Chickahominy e all'Henricus Historical Park nella contea di Chesterfield, in Virginia.
- Un altro lungometraggio, First Landing: The Voyage from England to Jamestown (2007), documenta lo sbarco nel 1607 dei coloni inglesi.

### Serie televisive
- Nel 2017 è uscita su Sky One la serie televisiva Jamestown, ambientata e filmata proprio nell'omonima colonia inglese, che ruota attorno al cambiamento sociale innescato dall'arrivo di donne nell'insediamento per sposare i cittadini maschi della zona.
- La storia di Bartholomew Gosnold e dell'istituzione di Jamestown è raccontata nel musical del 2018 To Look For America, scritto da Richard Digance ed Eric Sedge.
- Nella serie televisiva For All Mankind, gli Stati Uniti hanno chiamato la loro prima base lunare Jamestown.